# Paramonos (Maler)
Paramonos, altgriechisch Παράµονος, war ein Porträt-Maler, der zwischen dem 3. und 5. Jahrhundert in Aphrodisias belegt ist.
Paramonos ist nur durch die sogenannte „Aphrodisias-Inschrift“, eine bedeutende Inschrift, die viel zum Wissen über die Beschaffenheit jüdischer Gemeinden in Kleinasien beiträgt, bekannt. Die Inschrift in altgriechischer Sprache zählt eine ganze Reihe von Stiftern auf, die sich an der Finanzierung eines Bauwerks beteiligt haben („errichteten der Menge zur Befreiung von Trauer aus eigenen Mitteln ein Grabmal“). Neben verschiedenen Priestern, Ratsherren, Musikern und Tänzern, die vor allem auf der einen Seite der Inschrift, deren beide Seiten wohl zwei nicht zusammen gehörende Inschriften trugen, genannt wurden, werden zudem Händler und Kaufleute, Lebensmittelproduzenten, Gerber, Geldwechsler, Trödler und Personen mit weiteren Berufen genannt. Unter den Genannten werden auch verschiedene Künstler und Kunsthandwerker aufgeführt, darunter neben Paramonos mit Hortasios ein Bildhauer, mit Zotikos ein Armreifmacher, mit Athenagoras ein Zimmermann, mit Eugenios ein Goldschmied sowie mit Gorgonios, Patrikios und Eutychios drei Bronzeschmiede.
Die Berufsangabe des Paramonos ist in der Inschrift nur unvollständig erhalten. Hatte Joyce Reynolds in der Erstpublikation und auch zuletzt wieder im Corpus der Inschriften von Aphrodisias ἰκονο(?γράφος) (Porträtmaler) ergänzt, so dachte sie zwischenzeitlich auch an ἰκονο(?ποιός) (Porträtmacher im Sinne von Porträtbildhauer).